# Nakhon Pathom
Nakhon Pathom (em tailandês:  นครปฐม), é uma cidade no centro de Tailândia, capital da província de Nakhon Pathom. Em  2000 tinha aproximadamente 120.000 habitantes. Dista 50 quilometros de Bangkok e um dos seus marcos mais importantes é o gigantesco Phra Pathom Chedi.
A cidade também abriga o campus da Universidade Silpakorn.

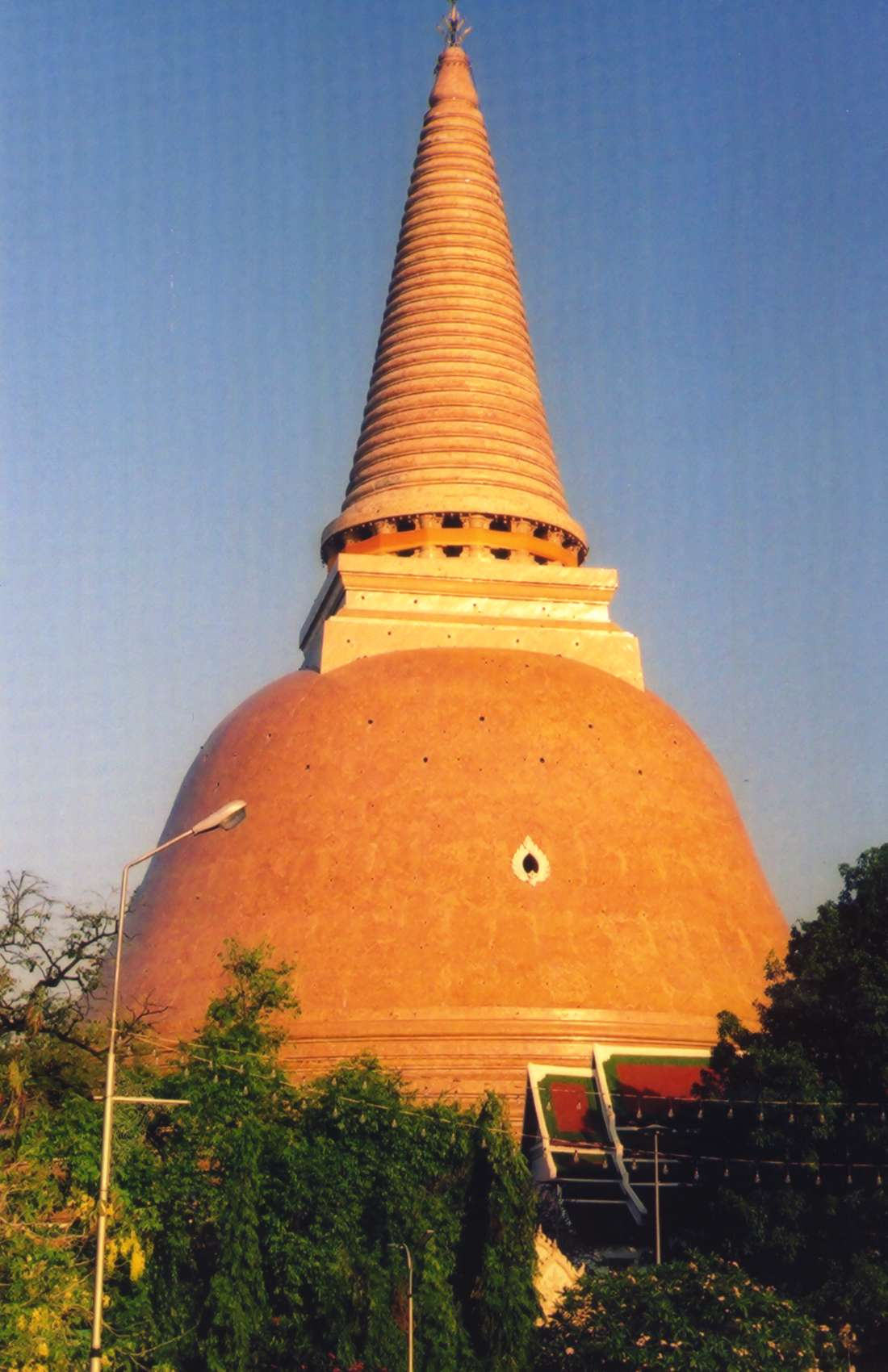
Phra Pathom Chedi
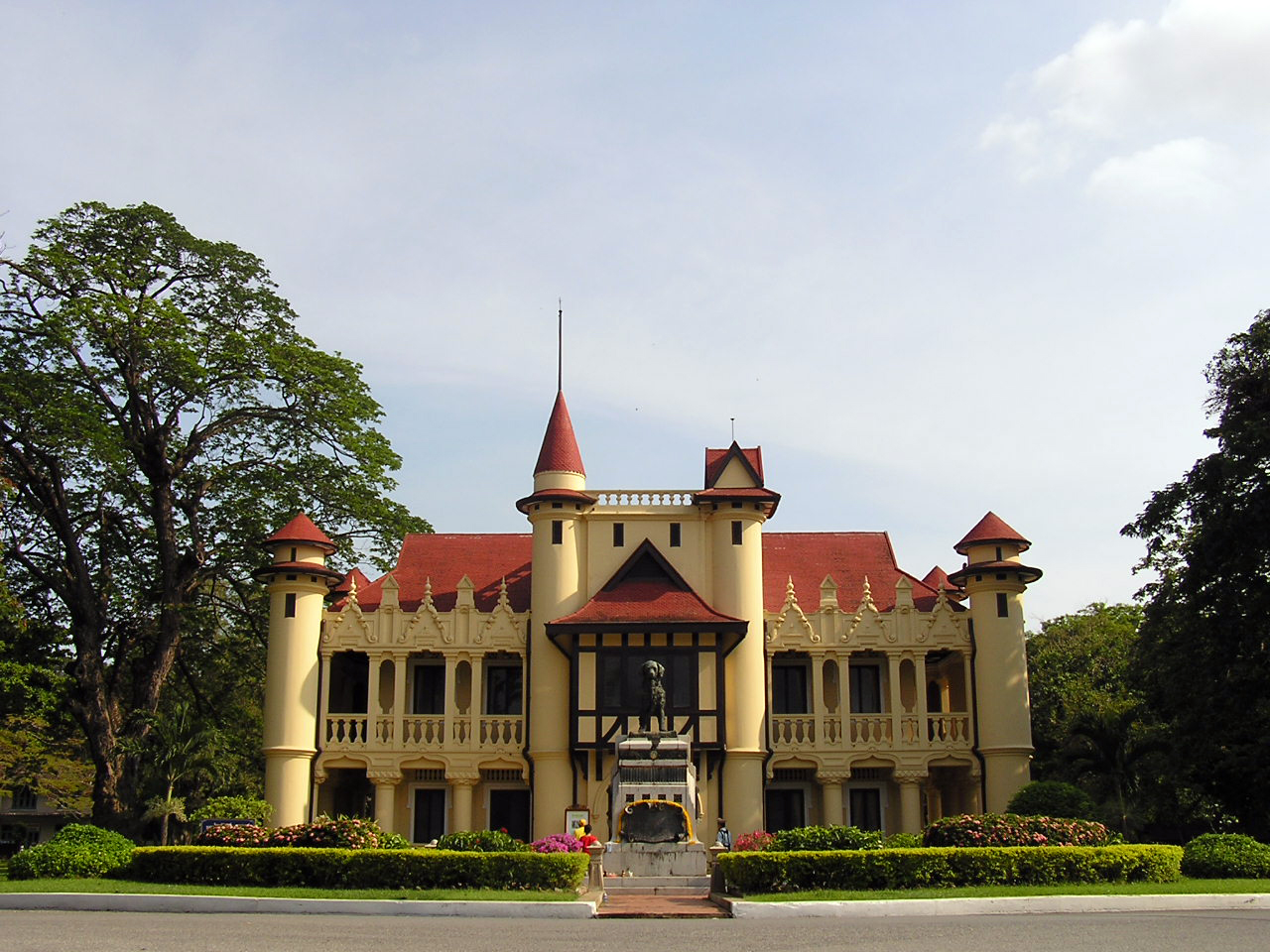
Palacio Sanam Chan